# 河野西入坊
河野西入坊（かわのさいにゅうぼう）は、岐阜県各務原市にある真宗大谷派の寺院である。

## 概要
同派岐阜教区第三組に所属する。
地元の人々には「蓮如さま」（れんにょさま）の愛称で親しまれている。河野西入坊に伝わる「蓮如上人寿像」は各務原市の有形文化財に指定されている。また上人の杖にしていた銀杏の木が根付いたといわれる樹高30m以上、幹周り4m以上、樹齢500年を越すといわれる「西入坊境内大銀杏」は各務原市の天然記念物に指定されている。

河野九門徒の寺院の一つである。

## 沿革
平安時代
長徳2年（996年）、順智坊により天台宗の寺院として河野に創建。その後この寺院は荒廃する。
鎌倉時代
嘉禎元年（1235年）、行園が親鸞の説法に聞き入り入信して弟子となる。他の同士とともに河野（尾張国葉栗郡木瀬（現在の岐阜県羽島郡岐南町三宅））にあった天台宗の寺院跡に草庵を建てる。
室町時代
木曽川の洪水により草庵が荒廃。文明2年（1470年）、この地を訪れた本願寺の蓮如上人はその現状を憂い、当時の住職行念らが草庵を再興。新加納（現在の各務原市那加新加納町）に移転し「河野御坊」と名づける。
江戸時代
現在地に移転する。尚、この際、一部の堂宇は美濃国羽栗郡竹ヶ鼻村（現在の羽島市）に移転する（竹鼻別院）。

## その他
毎年4月の第4土、日曜日は「蓮如さま祭り」が行なわれる。当日は参道や境内に多くの屋台出て、多くの参拝者で賑わう。

## 所在地
- 岐阜県各務原市下中屋町2丁目117-1

## 交通アクセス
バス
- 各務原市ふれあいバス：稲羽線「中屋蓮如前」バス停下車、徒歩で約5分。

自動車
- 東海北陸自動車道「岐阜各務原IC」から約3km、約10分。